# Музей Античности Австралийского национального университета
Музей Античности Австралийского национального университета — небольшой музей в Канберре . Он был создан в Австралийском национальном университете (ANU) в 1962 году в качестве научно-методического кабинета, о древнегреческой и римской цивилизации.

## История
Музей классики ANU был основан в 1962 году Диком Джонсоном, профессором классической литературы ANU. Согласно статье 2011 года в «The Canberra Times", Джонсон основал музей, «чтобы студенты Канберры могли узнать о древнегреческих и римских предметах».
Музей находится в фойе здания AD Hope в главном кампусе ANU в Актоне с 1970-х годов.
Попечительский совет друзей Музея античности  был основан в 1985 году.
К 2004 году в музее насчитывалось около 600 предметов, в том числе несколько объектов, предоставленных частными коллекционерами и государственными учреждениями.
В музее есть должность куратора.
Куратору не выделяют определенного постоянного бюджета.

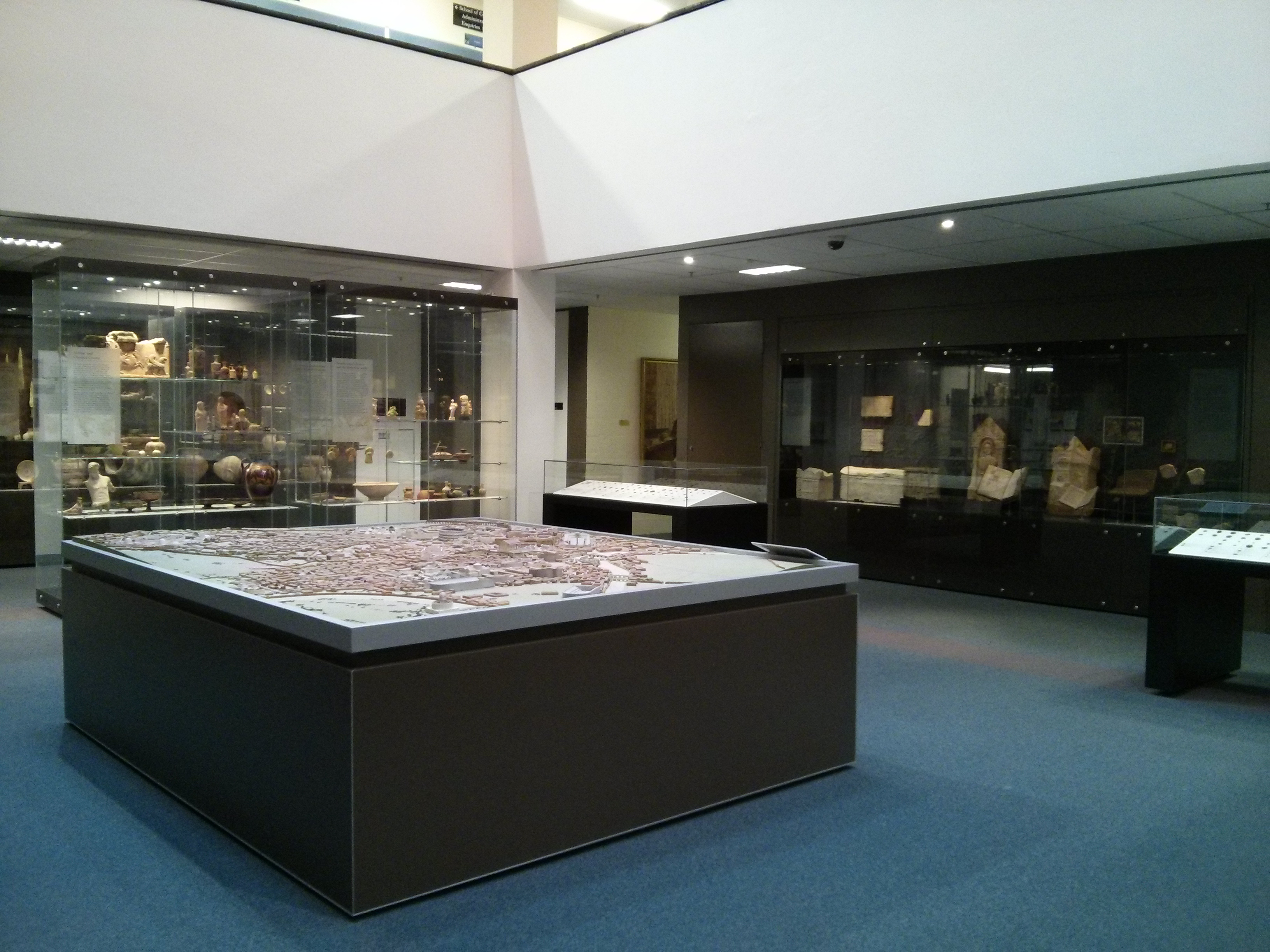
Интерьер музея 2013 г.

9 декабря 2004 г.  из стеклянного шкафа было украдено пять предметов . Хотя воры взломали шкаф, не было никаких доказательств того, что они проникли в здание AD Hope. Самым ценным из изъятых предметов была бронзовая голова, некогда принадлежавшая римскому императору Октавиану Августу . Исследователя предполагается, что данная скульптура могла изображать жену Августа Ливию Друзиллу . На момент кражи меры безопасности музея ограничивались хранением коллекции в запертых шкафах и периодическим патрулированием охранниками университета. Все предметы коллекции также были каталогизированы и сфотографированы. После ограбления декан факультета искусств  и специалисты, занимающиеся продажей антиквариата в  Сиднее предположили, что предметы могли быть украдены для выполнения заказа, размещенного зарубежным коллекционером.
В 2010 произошел капитальный ремонт музея, были установлены новые витрины, произвелась замена экспликаций, этикетажа  и пояснительных панелей для предметов, а также модернизировалось музейное освещение.
Реконструированный музей был открыт 25 августа канцлером ANU Гаретом Эвансом .
В октябре 2010 года профессор Эмерита Берил Роусон, проработавшая в университете в течение 45 лет, в том числе в качестве профессора классической литературы с 1989 по 1998 год, завещала Фонду ANU Classics Endowment Fund 400 000 долларов для поддержки кураторской помощи в музее и финансирования других деятельность в рамках программы ANU Classics and Ancient History.
Музей продолжает выполнять функции учебного музея. Студентам ANU, изучающим древнюю историю и историю искусства, разрешается обращаться с 650 предметами из его коллекции.
Музей также открыт для публики в будние дни, организовано экскурсионное обслуживание.

## Фонды
Основной фонд насчитывает более 600 предметов различных эпох Античности.